# Scoliocentra defessa
Scoliocentra defessa är en tvåvingeart som först beskrevs av Osten Sacken 1877.  Scoliocentra defessa ingår i släktet Scoliocentra och familjen myllflugor. Inga underarter finns listade i Catalogue of Life.